# Kurumayachō-dōri
Le Kurumayachō-dōri (車屋町通, Kurumayachō-dōri) est une voie du centre-ville de Kyoto, dans l'arrondissement de Nakagyō. Elle débute au Marutamachi-dōri et termine à l'Aneyakōji-dōri. Sa suite au sud est l'Akezunomon-dōri.

## Description

### Situation
Le Kurumayachō-dōri est une courte et étroite rue du centre de l'arrondissement de Nakagyō et son extrême nord touche presque celui de Kamigyō. Il commence dans les quartiers de Hikaridō-chō (光り堂町) et de Shakin-chō (砂金町) et termine dans celui de Kurumaya-chō (車屋町). La rue débute au Marutamachi-dōri, l'une des principales artères est-ouest de la ville, et termine à l'Aneyakōji-dōri, juste après Oike-dōri (御池通), l'une des principales voies est-ouest du centre-ville. Elle suit le Higashinotōin-dōri (en) (東洞院通) à l'est et précède le Karasuma-dōri (ja) (烏丸通) à l'ouest, l'une des principales voies nord-sud de la ville, sous laquelle passe le métro municipal.
Une rue continue au sud à partir de Matsubara-dōri (ja) (松原通) jusqu'à Shiokōji-dōri (ja) (塩小路通), l'Akezunomon-dōri (不明門通) ou Akezu-dōri.
Plus à l'est, après Kawaramachi-dōri (ja) (河原町通), se trouve deux rues au nom similaire, le Kitakurumaya-dōri (北車屋通) et le Minamikurumaya-dōri, respectivements les rues Kurumaya nord et sud, nommées après deux quartiers du même nom. De l'autre côté du fleuve Kamo se trouve aussi le Shinkurumayachō-dōri (新車屋町通), dont l'histoire est étroitement liée à celle de Kurumayachō-dōri. 
La circulation se fait en sens unique du sud au nord. La rue fait un peu plus de 800 mètres de long,.

### Voies rencontrées
Du nord au sud, en sens unique. Les voies rencontrées de la droite sont mentionnées par (d), tandis que celles rencontrées de la gauche, par (g). Seules les rues ayant un nom sont listées.
1. Marutamachi-dōri (丸太町通)
2. Takeyamachi-dōri (竹屋町通)
3. Ebisugawa-dōri (夷川通)
4. Nijō-dōri (二条通)
5. Oshikōji-dōri (押小路通)
6. Oike-dōri (御池通)
7. Aneyakōji-dōri (姉小路通)

- Sources : (ja) Université Ritsumeikan Asia Pacific (en), « 近代京都オーバーレイマップ », sur Art Research Center,‎ 2023 (consulté le 17 octobre 2023).

### Transports en commun
Les bus du réseau d'autobus de Kyoto (ja) ne passent par sur la rue, mais en raison de sa proximité avec Karasuma, les lignes principales nord-sud de la ville sont très proches,. Les arrêts à proximité, sur Karasuma, sont Karasuma-Oike (烏丸御池, lignes 15, 51 et 65 et métro de Kyoto), Karasuma-Nijō (烏丸二条, lignes 51 et 65) et Karasuma-Marutamachi (烏丸丸太町, lignes 10, 51, 65, 93, 202 et 204, et métro de Kyoto),.
Les arrêts du métro de Kyoto les plus proches sont sur Karasuma, à deux minutes de marche : Karasuma-Oike (烏丸御池駅), à cheval sur les lignes Tōzai et Karasuma, et Marutamachi (丸太町駅), sur la ligne Karasuma.

## Odonymie
Le nom de la rue est tiré du Kurumaya-chō (車屋町), quartier dans laquelle termine la rue, autour d'Aneyakōji-dōri. « Kurumaya » signifie « magasins (屋) de voitures (車) ». Cela est dû au fait que de nombreux forgerons de roues, de carrossiers et transporteurs étaient établis dans le quartier,. Une plaque de rue avec le nom Kurumayachō-dōri a été apposé au carrefour avec Oike-dōri.
La rue est nommée dans le « Teragokō » (寺御幸), la chanson des rues de Kyoto pour les rues nord-sud.

## Histoire
Kurumayachō-dōri apparaît vraisemblablement en 1590 lors du réaménagement territorial de l'ère Tenshō (ja) (天正の地割, Tenshō no jiwari) par Toyotomi Hideyoshi, durant le dernier quart du XVIe siècle,. À l'époque de son ouverture, la rue s'étendait également au-delà de Marutamachi jusqu'à Demizu-dōri. Cependant, à la suite de l'agrandissement du palais impérial après l'incendie du Hōei (ja) (宝永の大火), qui a dévasté le quartier impérial et le palais de la vieille capitale en 1708, la partie nord de la rue est supprimée. Pour relocaliser les maisons déplacées pour agrandie le palais et le jardin impérial, le quartier Shinkurumaya (新車屋町, « nouveau Kurumaya ») a été construit à l'est du fleuve Kamo dans l'arrondissement de Sakyō. La rue Shinkurumayachō (ou Shinkurumaya) (新車屋町通/新車屋通) ouvre aussi au même moment. 

## Patrimoine et lieux d'intérêt
De nombreuses maisons de ville traditionnelles sont sur la rue.
Les commerces reliés à l'industrie du transport par cheval ont depuis disparu,. On dénombre encore quelques commerces qui servaient le palais impérial, : Au sud de Nijō, côté est, se trouve la pharmacie Amamori Keitarō (雨森敬太郎薬房), ouverte depuis 1648 et anciennement opérée par le pharmacien éponyme, qui travaillait au palais impérial,,. En face de la pharmacie se trouve Honke Owariya (本家尾張屋), un restaurant de nouilles ouvert depuis 1465, durant l'ère Muromachi (1336-1573) et ayant servi la famille impériale,. Au carrefour avec Aneyakōji, coin nord-est se trouve la confiserie Kamesuehiro (亀末廣), ouvert en 1804 par Kameya Gensuke (亀屋 源助). Le magasin opère dans une maison de ville traditionnelle et est connu pour servir des confiseries à la famille impériale et au château de Nijō à l'époque des Tokugawa,,.
La rue débute au jardin impérial, sur sa façade sud. Entre Takeyamachi et Ebisugawa, du côté ouest se trouve l'arrière des bureaux du Kyoto Shimbun (京都新聞), le quotidien local. En face de l'édifice du journal se trouve la résidence Nishijima (西島家), enregistrée au registre des monuments historiques locaux et qui abrite le musée du sazanka (山茶花). Juste après se trouve Ikadaya (伊可田屋), un fabricant de kimono peints à la main à la technique Yūzen ouvert durant l'époque d'Edo (1603-1868),. Peu après Oshikōji se trouve du côté est une stèle marquant le site de la fondation du mouvement shingaku (石門心学), un mouvement religieux par Ishida Baigan (石田 梅岩, 1685-1744). Au bout de la rue se trouve le Shinpuhkan (ja) (新風館), un centre commercial établi dans un ancien poste téléphonique.

Quelques lieux d'intérêts
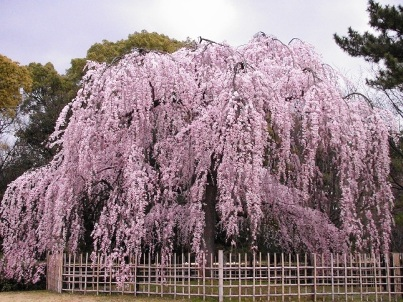
Cerisier en fleurs dans les jardins du palais impérial.
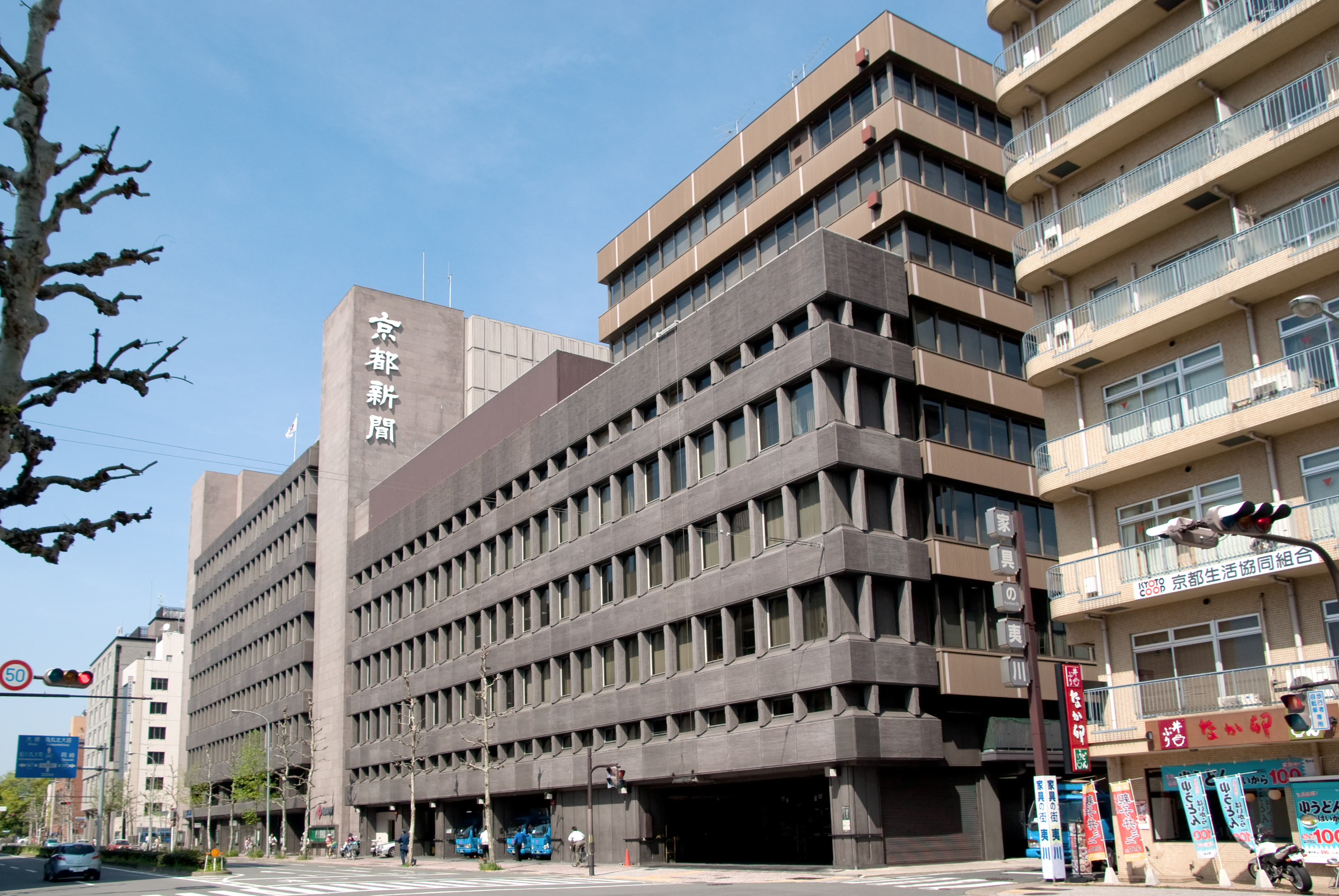
Bureaux du Kyoto Shimbun, côté Karasuma.
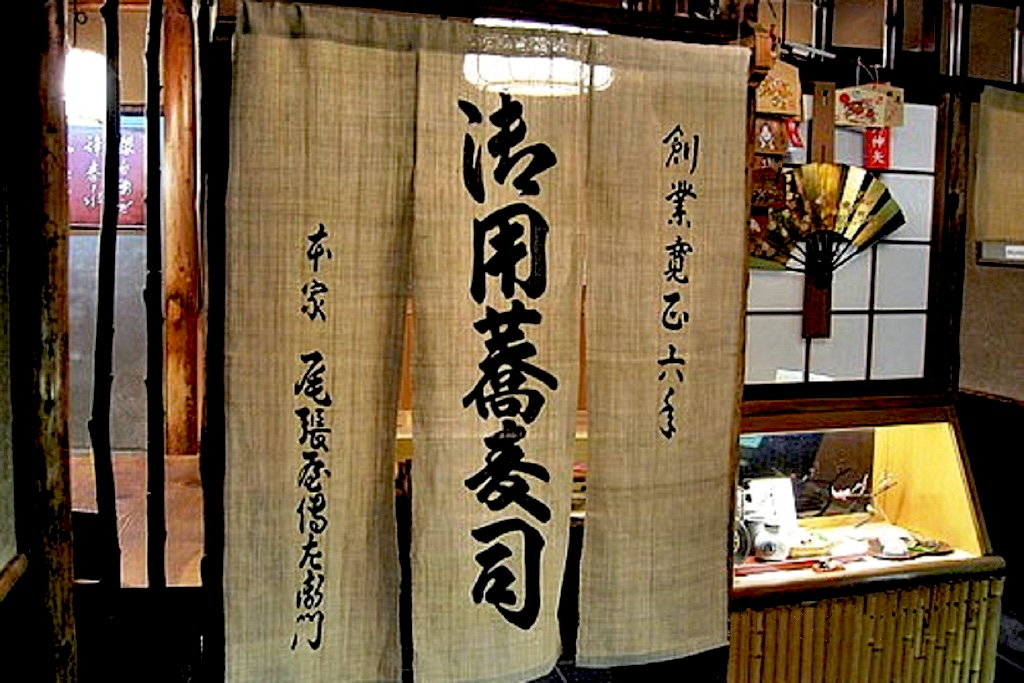
Restaurant Honke Owariya.
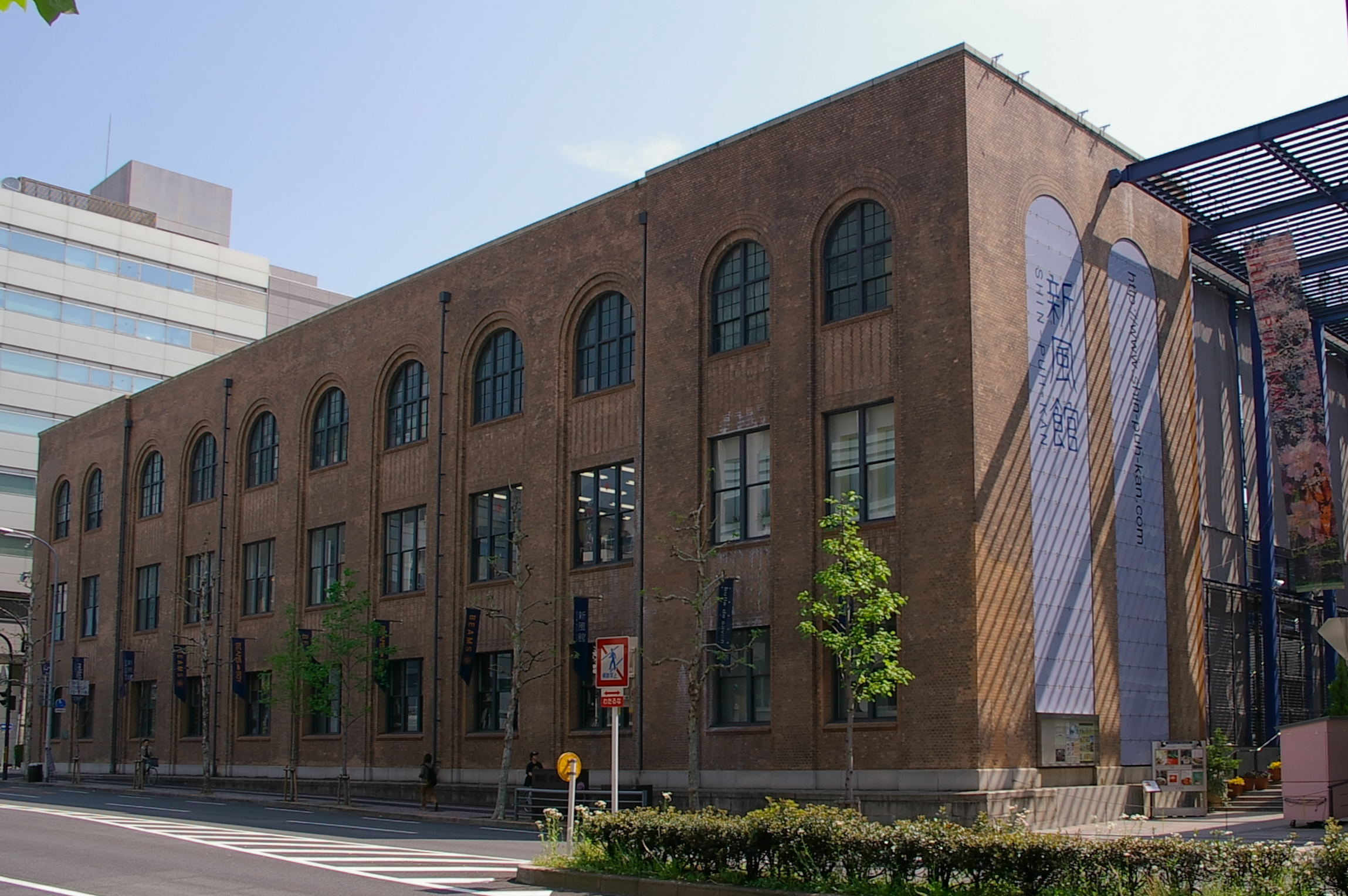
Façade du Shinpuhkan.